# Европейский маршрут E16
Европейский маршрут Е16 — европейский автомобильный маршрут категории А, соединяющий города Дерри (Великобритания) и 
(Бурлэнге) Йэвле (Швеция).

## Города, через которые проходит маршрут
Маршрут Е16 проходит через 3 европейские страны, и включает паромные переправы из Белфаста в Глазго, из Эдинбурга в Берген и Лердальский тоннель из Аурланда в Тонйум длиной 24,5 км.
- Великобритания: Дерри — Белфаст — паром — Глазго — Эдинбург — паром —
- Норвегия: Берген — Арна — Восс — Лердал — Тюин — Фагернес — Хёнефосс — Саннвика — Осло — Конгсвингер —
- Швеция: Берланге — Фалун — Евле

Е16 связан с маршрутами
| - E01 - E18 - E05 |  | - E15 - E39 - E06 - E04 |

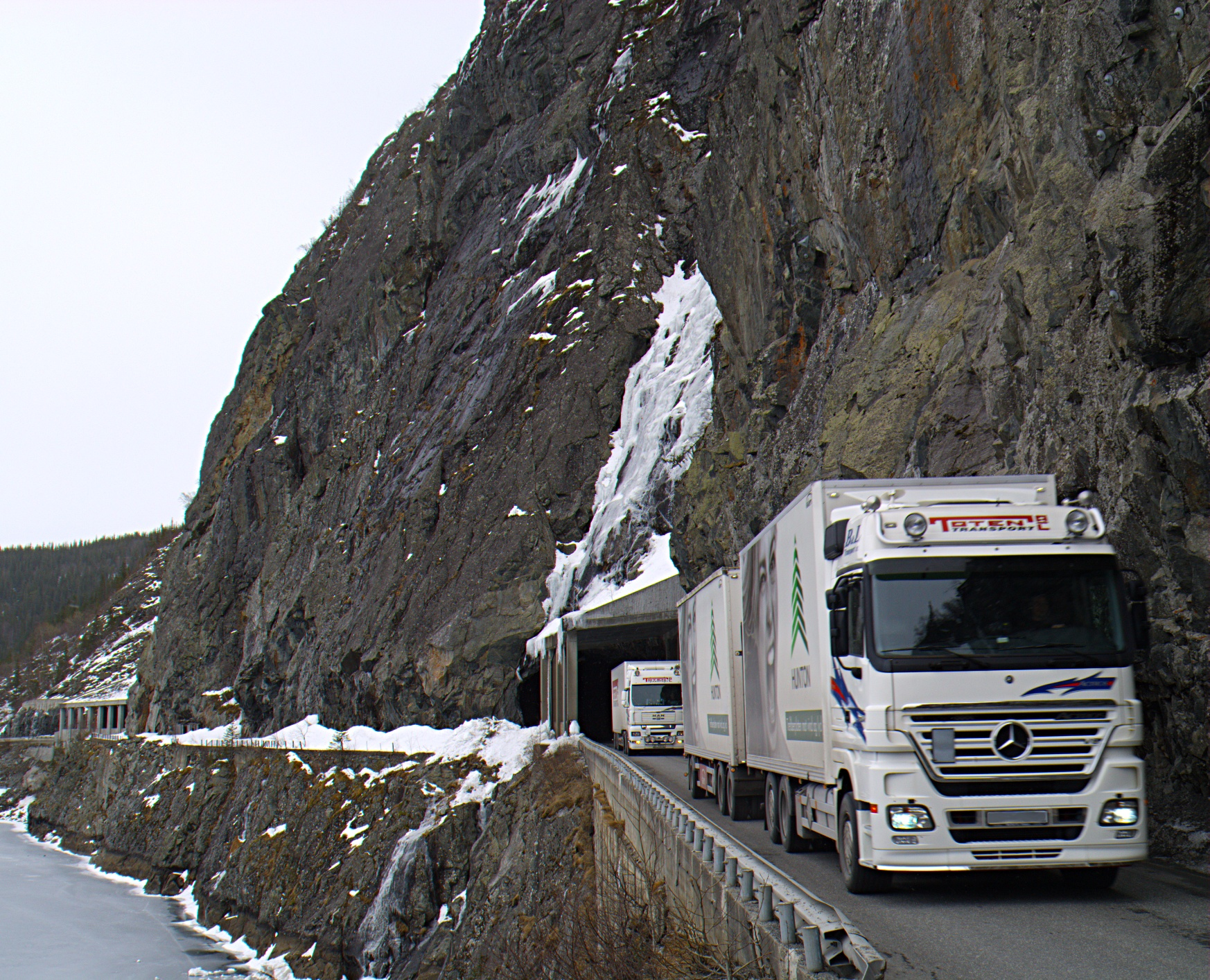
Тоннель Kvamskleiv
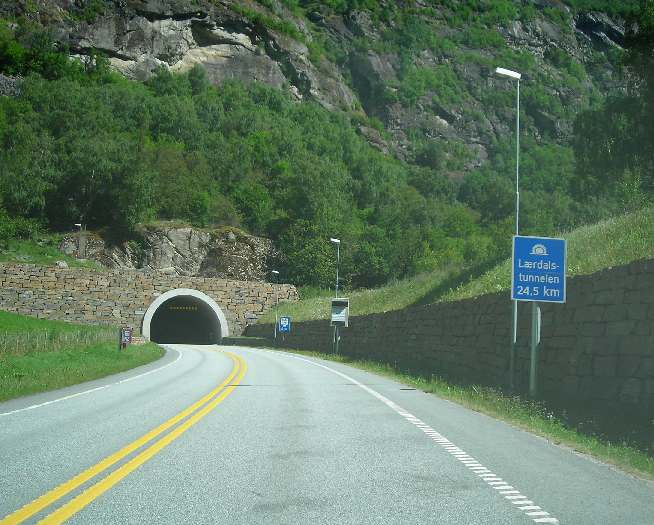
Южный въезд в Лердальский тоннель. Справа — знак, указывающий длину тоннеля
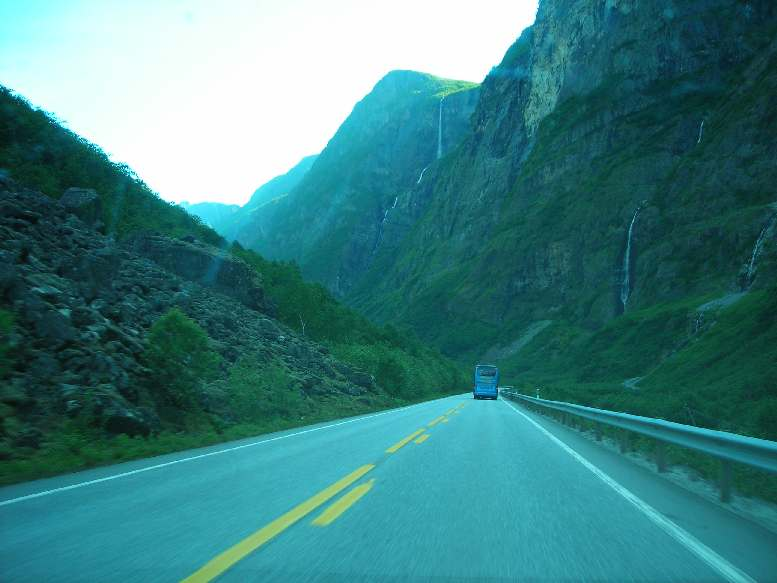
Е16 возле Гудвангена, Норвегия
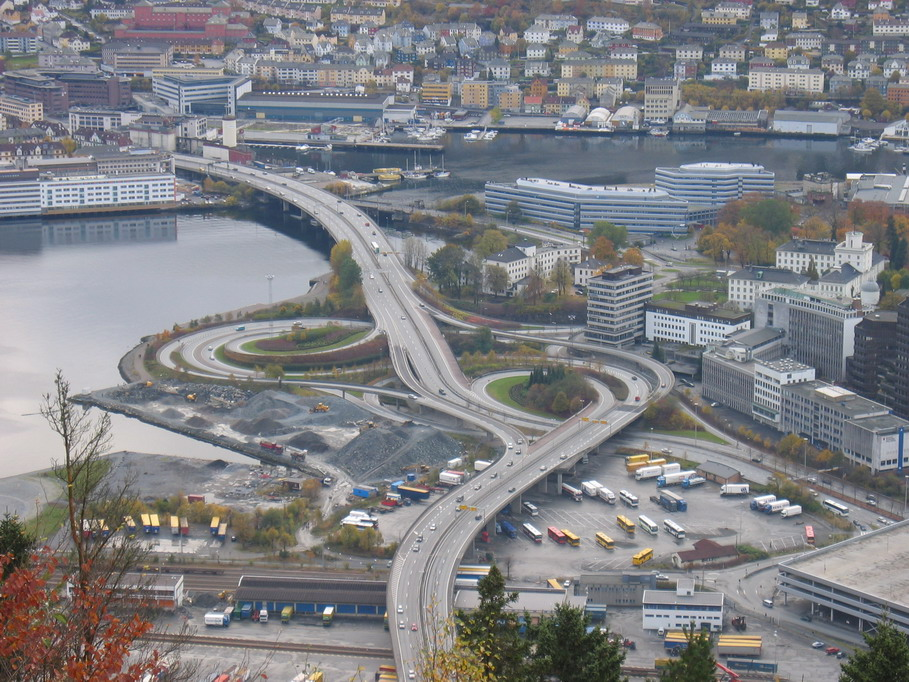
Е16
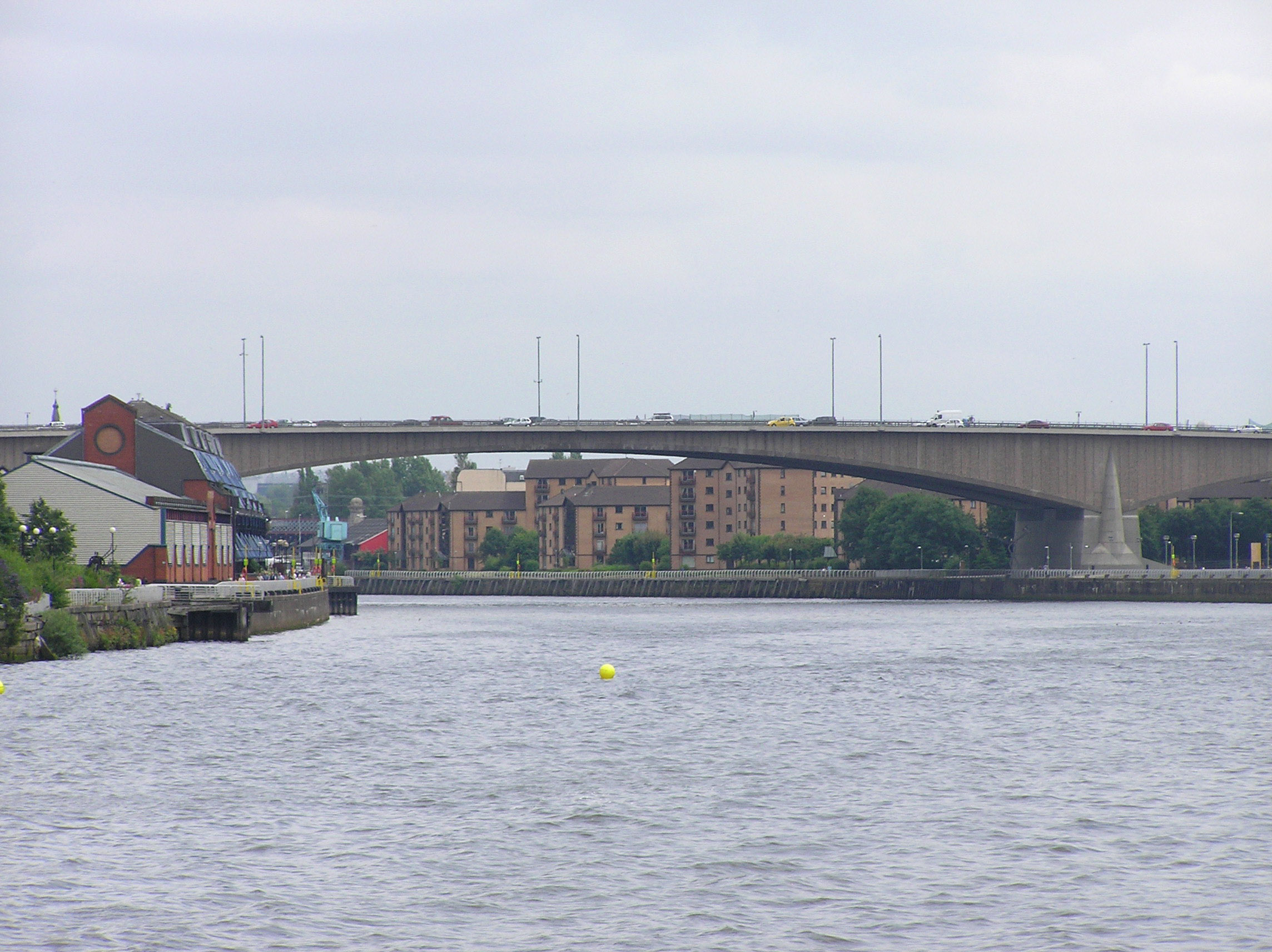
Е16